# LG Optimus L5
LG Optimus L5  é um smartphone desenhado e fabricado pela  LG Electronics. O LG Optimus L5 roda Android 4.0 Ice Cream Sandwich Sistema operacional móvel.  O LG Optimus L5 é um aparelho de médio porte da família L series e faz a transição para Android 4.0 Ice Cream Sandwich (ICS).

## Hardware
LG Optimus L5 vem com um processador de 800 Mhz Single-core Qualcomm MSM7225A CPU e Adreno 200 GPU. Tem uma Tela de 4 polegadas TFT  LCD capacitativa touch-screen, display 16.7 milhoes de cores e 320×480 pixels,densidade de pixels de 144ppi.
Optimus L5 tem três teclas físicas, um botão de alimentação na parte superior e botões de volume superior e inferior do lado esquerdo. Na parte da frente do Optimus L5, tem uma tecla física para o home, e duas teclas de toque capacitivo para voltar e Menu. O menu de aplicações recentes podem ser acessados por um toque longo da tecla Home. 

## Versões
- Optimus L5 E612 - Snapdragon S1 MSM7225A, gravação video em 640x480, 4GB de memoria, lançado em março de 2012.[4]

- Optimus L5 dual E615 - todas de cima, acrescendo slot para dois chips.

- Optimus L5 II E450 - MediaTek de 1GHz MT6575, tela de 4 polegadas, resolução 800x480 densidade de 233 ppi, lançado em janeiro de 2013.

- Optimus L5 II dual E455 - todas de cima, mais slot para dois chips.